# Gomitradougou
Gomitradougou es una comuna o municipio del círculo de Diema de la región de Kayes, en Malí. En abril de 2009 tenía una población censada de 7296 habitantes.
Se encuentra ubicada al oeste del país, cerca de la frontera con Senegal, Mauritania y República de Guinea.